# 氦氖激光器

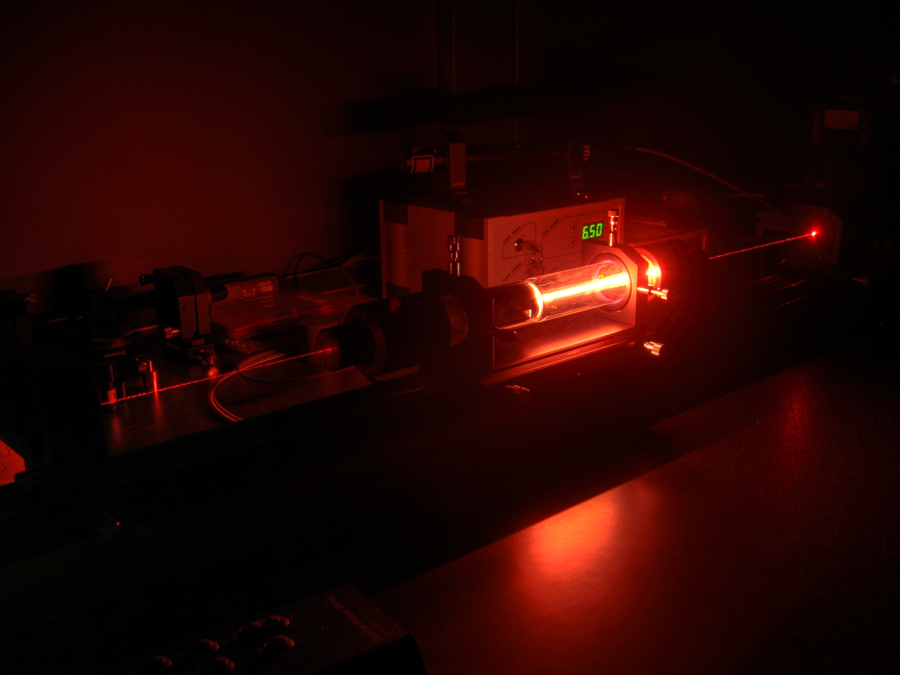

氦氖激光器或He-Ne激光器是一种常见的气体激光器，其高能介质的增益介质由比例（5:1和20:1之间）的氦和氖的混合物组成，总压强为1托，储存在一个小型放电装置内。最广泛使用的氦氖激光器的工作波长为632.8纳米，位于可见光谱的红色部分，是在1962年贝尔实验室中研发的。氦氖激光器也可输出1150纳米和3390纳米。其带宽可小于20赫兹。